# Cneu Calpúrnio Pisão (cônsul em 7 a.C.)
Cneu Calpúrnio Pisão (em latim: Gnaeus Calpurnius Piso; 44 a.C.—20 (63 anos)) foi um político romano da família plebeia dos Pisões da gente Calpúrnia eleito cônsul em 7 a.C. com o futuro imperador Tibério. Depois, foi governador da Hispânia, procônsul da África e governador da Síria. É famoso principalmente por seu envolvimento na morte de Germânico, o herdeiro aparente de Tibério em 20 d.C..

## Ancestrais
Pisão, seu pai e seu avô compartilhavam do mesmo nome. Seu pai, Cneu Calpúrnio Pisão havia se aliado ao partido republicano contra César durante a rebelião na África e depois seguiu Marco Júnio Bruto, o Jovem e Cássio na Guerra civil dos Libertadores. Quando seu exílio foi anulado, se recusou a pedir um cargo oficial até que finalmente Augusto o nomeou cônsul em 23 a.C. no lugar de Aulo Terêncio Varrão Murena, que havia sido condenado. Seu avô foi um dos participantes da Conspiração de Catilina e seu irmão, Lúcio Calpúrnio Pisão, foi áugure e cônsul em 1 a.C..

## Carreira
Pisão era triúnviro monetário quando foi eleito cônsul em 7 a.C. com o futuro imperador Tibério. Posteriormente Augusto enviou-o para a Hispânia como legado imperial. Em algum momento entre 5 a.C. e 2 d.C. foi admitido no Colégio de Pontífices.
Em 3 a.C., Pisão foi procônsul da África e, em 9 d.C., governador da Hispânia Tarraconense. Segundo Tácito, Pisão foi cruel com os hispânicos, mas, durante seu julgamento em 20, estas alegações foram consideradas "antigas e irrelevantes".
Apesar de ter ocupado diversas funções importantes durante sua carreira, Pisão era conhecido por seu temperamento. Em 16, ele discutiu com Tibério no Senado Romano  sobre sua capacidade de realizar suas funções se o imperador se ausentasse da cidade. Foi somente depois de um longo debate entre Pisão e os senadores aliados de Tibério que ele finalmente concedeu a questão.

## Morte de Germânico
Em 17, o herdeiro aparente de Tibério, Germânico, recebeu o comando da parte oriental do Império e Pisão foi nomeado como seu legado imperial da Síria para ajudá-lo. Com esta nomeação veio também o comando militar de quatro legiões. Apesar de os dois terem tido a mesma patente, Germânico comandava autoridade maior (imperium maius). Tácito sugere que Pisão teria sido nomeado para atuar como um contrapeso ao poder de Germânico e teria recebido instruções secretas de Tibério para atrapalhá-lo e controlá-lo.
No verão de 19, Germânico viajou para o Egito e, quando retornou, descobriu que Pisão havia ignorado suas ordens para as cidades e legiões da região. Germânico ficou furioso e ordenou que Pisão fosse chamado de volta a Roma. Durante a disputa, Germânico adoeceu e, apesar de Pisão já ter deixado a província, Germânico o acusou de tê-lo envenenado. Pisão recebeu uma carta de Germânico renunciando a amizade entre eles e, em 10 de outubro, Germânico faleceu. Ao saber da morte dele, Pisão retornou e reassumiu o comando da Síria.

## Julgamento e morte
Como a morte de Germânico ocorreu durante uma disputa, a maior parte dos romanos suspeitava que Pisão havia de fato envenenado Germânico, o que jamais foi provado. A tentativa de Pisão de reassumir o controle da Síria à força depois da morte de Germânico também gerou grande comoção. Estes fatores e mais a sua conduta como governador da Hispânia Tarraconense foram utilizados por seus delatores, como Lúcio Fulcínio Trião, para processá-lo. Não demorou muito para o caso chegar até o imperador.
Tibério foi forçado a ordenar uma investigação e, depois de ouvir rapidamente os dois lados, decidiu deferir a decisão ao Senado. O imperador não fez nenhum esforço para esconder seus sentimentos: os Pisões eram aliados de longa data dos Cláudios, uma aliança que remontava aos primeiros dias de Otaviano. Um julgamento público foi realizado e Tibério permitiu que Pisão convocasse testemunhas de todas as classes sociais, incluindo escravos, o que era proibido. Pisão também recebeu mais tempo para se defender do que o tempo alocado à acusação, mas nada disto fez diferença. Antes que a sentença fosse proclamada, Pisão foi encontrado morto. Tácito afirma que ele cometeu o suicídio, mas infere que Tibério pode ter ordenado a sua morte temendo ser implicado na morte de Germânico.
Apesar de o assassinato de Germânico ter sido uma das acusações contra Pisão, ele só foi considerado culpado de abandonar e depois reassumir a Síria sem uma autorização para realizar uma guerra e por violar o imperium de Germânico, pois, apesar de ambos gozarem na época do poder proconsular, sua autoridade era menor que a de Germânico no oriente por decisão do Senado de conferir a este o imperium maius antes de sua partida em 17.
Em acordo com a Lex Iulia maiestatis, o Senado confiscou suas propriedades, proibiu o luto em sua memória, removeu todas as suas imagens públicas, como estátuas e retratos, e seu nome foi apagado da base de uma estátua como parte de um decreto de damnatio memoriae. Adicionalmente, o Senado instruiu que os curatores locorum publicorum iudicandorum removessem e destruíssem uma estrutura construída sobre a Porta Fontinal para ligar suas propriedades. Apesar disto, numa demonstração de clemência do imperador, o Senado devolveu as propriedades confiscadas e dividiu-as igualmente entre seus dois filhos na condição de que sua filha, Calpúrnia, recebesse 1 000 000 de sestércios como dote e mais 4 000 000 como propriedade pessoal. A esposa de Pisão, Munácia Plancina, foi absolvida.
Os cúmplices de Pisão, um tal Visélio Caro e um Semprônio Basso, foram declarados foras-da-lei e condenados por traição. Suas posses foram confiscadas e vendidas e os proventos foram entregues ao erário romano. É incerto se este caso foi tratado por uma autoridade judicial, como um quaestio, ou também pelo próprio Senado. Para seus cúmplices, o Senado geralmente recomenda a um magistrado, um pretor, o que deve ser feito, mas, no caso de Pisão, o "senatus consultum de Cn. Pisone Patre" trata do caso diretamente, só mencionando magistrados na execução da ordem de damnatio memoriae.

## Casamento e filho
Cneu Calpúrnio foi casado com Munácia Plancina, uma mulher rica e de família nobre; por este motivo ele via Tibério e seus filhos como pessoas abaixo dele. O casal teve dois filhos: Marco Calpúrnio Pisão e Cneu Calpúrnio Pisão. Depois da morte do pai, Cneu foi obrigado a mudar seu nome para Lúcio Calpúrnio Pisão e assumiu o consulado em 27. Depois, deveria ter sido procônsul da África, mas Calígula dividiu o comando da província em dois para evitar a concentração de poder nas suas mãos.